# Lexus NX
Lexus NX är en kompakt premiumcrossover som är designad och tillverkad av Lexus, Toyotas premiumvarumärke. Lexus lanserade sin första suv-modell, Lexus RX, 1998 och 2014 introducerades den mindre modellen Lexus NX. NX står för "Nimble Crossover". Lexus NX konkurrerar med bilar som BMW X3, Audi Q5, Volvo XC60 och Mercedes-Benz GLK-klass.

## Översikt
Lexus NX presenterades på  Peking International Automotive Exhibition den 20 april 2014. Modellen lanserade med tre olika drivlinor, NX200t, NX 200 och NX 300h. NX 300h är den modell som säljs på den svenska marknaden. h:et indikerar att modellen drivs av en hybriddrivlina som utgörs av en bensinmotor som arbetar parallellt med en elmotor. Modellen finns i fem olika utrustningsnivåer, från Comfort till Luxury.
NX 300h har framhjulsdrift som standard, har en bränsledeklaration på 5,1l/ 100 km samt plats för fem personer. Modellen kan accelerera till 100 km/h på 9,2 sekunder. Tillvalen inkluderar bland annat fyrhjulsdrift som ger möjlighet till 1500kg dragvikt, och snabbare acceleration. Modellen delar vissa komponenter med Toyota RAV4, främst relaterade till konstruktionen  och hjulbasen. Övriga detaljer såsom design och interiör, upphängnings delar och motorer är unikt för Lexus.

## Bildgalleri
|                       |
| Lexus NX 300h F Sport |

|               |
| Lexus NX 200t |

|               |
| Lexus NX 200t |

|          |
| Interiör |